# Famicom Grand Prix: F-1 Race
Famicom Grand Prix: F-1 Race (ファミコングランプリ F1レース?) è un videogioco di corse con protagonista Mario, sequel di F-1 Race del 1984. È stato pubblicato solo in Giappone nel 1987. L'anno successivo ha avuto un sequel, Famicom Grand Prix II: 3D Hot Rally, anch'esso un'esclusiva giapponese.

## Modalità di gioco
La visuale è dall'alto. Il giocatore può scegliere se giocare da solo o con altre vetture. Le auto hanno un indice di integrità strutturale, uno di integrità degli pneumatici e uno di benzina, che si riducono se ci si schianta contro un muro o un avversario (il primo), se si va fuori pista (il secondo) o semplicemente accelerando (il terzo). Tutti e tre gli indicatori possono essere ripristinati durante una gara facendo sosta ai pit-stop, ma questo farà perdere tempo. Il giocatore può possedere fino a tre auto, e selezionare quella con cui gareggiare prima della corsa; l'auto verrà completamente distrutta se subirà troppi danni, e non sarà più utilizzabile. Distruggere tutte le auto in possesso farà finire il gioco. Le prestazioni degli pneumatici sono dettate dal colore, da blu (scarse) a giallo (medie) e rosso (ottime).
Vincere le corse comporta il guadagno di denaro, che può essere impiegato nell'acquisto di nuove auto. Nel gioco sono presenti 24 veicoli, ognuno con le proprie caratteristiche. La più potente costa 50,000,000$.